# Parafia św. Klemensa Papieża i Męczennika w Klembowie
Parafia Świętego Klemensa Papieża i Męczennika – parafia rzymskokatolicka należąca do dekanatu wołomińskiego, diecezji warszawsko-praskiej, metropolii warszawskiej, w Klembowie. 
Została erygowana w XIV wieku. Prowadzą ją księża diecezjalni.

## Zasięg parafii
Do parafii należą wierni z następujących miejscowości: Dobczyn, Klembów, Krusze, Michałów, Nowy Kraszew, Pasek, Pieńki, Rasztów, Sitki, Stary Kraszew